# 神通術與小霸王
《神通术与小霸王》，是1983年香港邵氏公司出品，由張徹執導，程天赐、赵国主演之香港武打電影。影片取材东汉末年，孙策与于吉发生的故事。

## 電影內容
东汉末年，军阀割据，在北方的一个强大的军阀首领曹操想要统一华夏，但是在南方的孙策、北方的袁绍以及刘备则是他的心头最苦恼的东西，于是他便找机会去刺杀正打算和袁绍结盟的孙策。
虽说孙策艰难的击退了刺客，但是他却受了伤，不过，即使医生劝告他，在这之后不要做出过于令其心脏承受不住的事情，不然会危及生命，可心高气傲的他却对这一切根本都看不上，他认为一切都应该臣服自己，所以他自然是对人们仰慕阴阳师于吉产生了除掉之心。
不过身为阴阳师的于吉却通过一些方式意外的察觉到了曹操的计策，可是因为一些原因，导致自己只能用自己的元神来用各种方式劝告他，注意他身边的心术不正的人。
但是直到最后，当他将于吉的弟子们全部杀死，并且当他看到自己的部下在自己受伤的时候偷袭自己后，孙策才察觉到了这些，不过他还是击退了刺客，但是他却也因为旧伤复发而死，死前把职位移交给了自己的弟弟孙权，并让周瑜来辅佐他。

## 演员表
- 赵国 饰 孙策
- 程天赐 饰 于吉
- 艾飞 饰 周瑜
- 刘玉璞 饰 大乔
- 黄敏仪 饰 小乔
- 王力 饰 许贡
- 关锋 饰 左慈(曾用法术戏弄过曹操。)
- 白彪 饰 曹操
- 顾冠忠 饰 郭嘉
- 邓伟豪 饰 孙权
- 王华 饰 程普
- 周坚平 饰 韩当
- 王憾尘 饰 陈震
- 魏添财 饰 伍超
- 朱客;余太平;林志泰;薛春炜; 饰 琅琊宫弟子
- 王清河 饰 玉清观主[2]

## 外部連結
- 香港影庫上《神通术与小霸王》的資料（繁體中文）
- 豆瓣电影上《神通术与小霸王》的資料 （简体中文）
- 互联网电影数据库（IMDb）上《神通术与小霸王》的资料（英文）
- mydramalist链接